# Argigliano
Argigliano è una frazione del comune di Casola in Lunigiana, in provincia di Massa-Carrara.

## Storia
Il piccolo borgo delle Alpi Apuane entra nella storia nel 1642 dando i natali a Angelo Paoli, frate carmelitano dedito per tutta la vita a opere di carità verso i più bisognosi che gli varranno l'appellativo di "padre dei poveri" e la beatificazione il 25 aprile 2010.
L'11 aprile 1837 un terremoto di magnitudo 5,7 colpisce le Apuane devastando anche il piccolo borgo di Argigliano.

## Monumenti e luoghi d'interesse
- Chiesa di Santa Maria Assunta, chiesa principale della frazione, risale al XVI secolo. Si presenta con una pianta a navata unica e la facciata in pietra delimitate da paraste laterali intonacate, preceduta da una scala a doppia rampa.[6]
- Casa Cilla, ex abitazione dell'omonima famiglia di proprietari terrieri dal XVII secolo, è adibita a struttura ricettiva.[6]

## Infrastrutture e trasporti
Il territorio di Argigliano è percorso dalla ferrovia Aulla-Lucca.